# Miscellaneous Debris
Miscellaneous Debris är en EP utgiven 1992 av bandet Primus. EP:n innehåller fem coverlåtar av artisterna Peter Gabriel, XTC, The Residents, The Meters och Pink Floyd.

## Låtlista
1. "Intruder" - 4:14
2. "Making Plans for Nigel" - 3:31
3. "Sinister Exaggerator" - 3:33
4. "Tippi Toes" - 1:23
5. "Have a Cigar" - 5:26